# Lužan Biškupečki
Lužan Biškupečki is een plaats in de gemeente Gornji Kneginec in de Kroatische provincie Varaždin. De plaats telt 429 inwoners (2001).